# Liste d'ornithologues
Vous pouvez consulter une liste plus complète d'articles sur des ornithologues ici.
Un ornithologue est un spécialiste en Ornithologie.

## A-D
- Humayun Abdulali (Inde)
- Dr. Abeillé Bordeaux, France
- Horace Alexander (Royaume-Uni, puis États-Unis)
- Wilfred Backhouse Alexander (Royaume-Uni)
- Sálim Ali (Inde)
- Joel Asaph Allen (États-Unis)
- Dean Amadon (États-Unis)
- Jean Victoire Audouin (France)
- John James Audubon (États-Unis)
- Emmanuel Baillon (France)
- François Baillon (France)
- Spencer Fullerton Baird (États-Unis)
- Jānis Baltvilks (Lettonie)
- Jan-Hendrik Becking (Pays-Bas)
- Hans von Berlepsch (Allemagne)
- Thomas Bewick (Royaume-Uni)
- Biswamoy Biswas (Inde)
- Johann Heinrich Blasius (Allemagne)
- Edward Blyth (Royaume-Uni)
- Charles-Lucien Bonaparte (France)
- James Bond (États-Unis)
- Franco Andrea Bonelli (Italie)
- Christian Ludwig Brehm, (Allemagne)
- Thomas Mayo Brewer (États-Unis)
- Thomas Browne (Royaume-Uni)
- Walter Buller (Nouvelle-Zélande)
- John Cassin (États-Unis)
- Raymond Cayouette (Canada)
- Frank Michler Chapman (États-Unis)
- Charles Barney Cory (États-Unis)
- Elliott Coues (États-Unis)
- André Cyr (Canada)
- Normand David (Canada)
- Charles Walter De Vis (Royaume-Uni puis Australie)
- Elio Augusto Di Carlo (Italie)
- Jean Dorst (France)
- Bernard du Bus de Gisignies (Belgique)
- Henry Eeles Dresser (Royaume-Uni)

## E-H
- George Edwards (Royaume-Uni)
- Donald Sankey Farner (États-Unis)
- Friedrich Hermann Otto Finsch (1839-1917) (Allemagne)
- James Fisher (Royaume-Uni)
- Richard Fitter (Royaume-Uni)
- Jim Flegg (Royaume-Uni)
- Paul Géroudet (Suisse)
- Robert Gillmor (Royaume-Uni)
- Frederick DuCane Godman (Royaume-Uni)
- John Gooders (Royaume-Uni)
- Philip Henry Gosse (Royaume-Uni)
- John Gould (Royaume-Uni)
- George Robert Gray (Royaume-Uni)
- John Edward Gray (Royaume-Uni, frère du précédent)
- Andrew Jackson Grayson (États-Unis)
- Janez Gregori (Slovénie)
- Edward Grey (Royaume-Uni)
- Ernst Hartert (Allemagne)
- Arthur Hay, neuvième marquis de Tweeddale (Royaume-Uni)
- Theodor von Heuglin (Allemagne)
- Eliot Howard (Royaume-Uni)
- William Henry Hudson
- Allan Octavian Hume (Royaume-Uni, Inde)
- Rob Hume (Royaume-Uni)

## I-L
- Johan Dalgas Frisch (Brésil)
- Thomas Claverhill Jerdon (Royaume-Uni, Inde)
- Henri Jouard (France)
- Janet Kear (Royaume-Uni)
- Nagamichi Kuroda (Japon)
- David Lack (Royaume-Uni)
- Jacques Larivée (Canada)
- Amelia Laskey (États-Unis)
- John Latham (1740-1837) (Royaume-Uni)
- Alan Harding Lendon (1903-1973) (Australie)
- Thomas Littleton Powys (Royaume-Uni)
- Konrad Lorenz (Autriche)
- Gail Carter Lott (Royaume-Uni)

## M-P
- William MacGillivray (Royaume-Uni)
- Charles Henry Tilson Marshall (Inde, Royaume-Uni)
- Gregory Mathews (Australie)
- Chris Mead (Royaume-Uni)
- Richard Meinertzhagen (Royaume-Uni)
- Olivier Messiaen (France)
- Rodolphe Meyer de Schauensee (États-Unis)
- Peter Chalmers Mitchell (Royaume-Uni)
- George Montagu (Royaume-Uni)
- Burt Monroe (États-Unis)
- Guy Mountfort (Royaume-Uni)
- Robert Cushman Murphy (États-Unis)
- Alfred Newton (Royaume-Uni)
- Margaret Morse Nice (États-Unis)
- Max Nicholson (Royaume-Uni)
- Bill Oddie (Royaume-Uni)
- William Robert Ogilvie-Grant (Royaume-Uni)
- Léon Olphe-Galliard (France)
- Peter Simon Pallas (Allemagne)
- August von Pelzeln (Autriche)
- James Lee Peters (États-Unis)
- Roger Tory Peterson (États-Unis)

## Q-T
- Robert Ridgway (États-Unis)
- Sidney Dillon Ripley (États-Unis)
- Lionel Walter Rothschild (Royaume-Uni)
- Sir Edward Sabine (Royaume-Uni)
- Paolo Savi (Italie)
- Sir Peter Markham Scott (Royaume-Uni)
- Richard Bowdler Sharpe (Royaume-Uni)
- Althea Sherman (États-Unis)
- Charles Sibley (États-Unis)
- Helmut Sick (Allemagne)
- Bertram E. Smythies (Royaume-Uni)
- Tony Soper (Royaume-Uni)
- Georg Steller (Allemagne)
- Ferdinand Stoliczka (Autriche)
- Hugh Edwin Strickland (Royaume-Uni)
- George Miksch Sutton (États-Unis)
- William Swainson (Royaume-Uni)
- Robert Swinhoe (Royaume-Uni)
- William Henry Sykes (Royaume-Uni)
- Coenraad Jacob Temminck (Pays-Bas)
- Arthur Landsborough Thomson (Royaume-Uni)
- Samuel Tickell (Inde)
- Niko Tinbergen (Pays-Bas)
- Henry Baker Tristram (Royaume-Uni)
- Bernard Tucker (Royaume-Uni)
- Marmaduke Tunstall (Royaume-Uni)
- Emma Louisa Turner (Royaume-Uni)
- William Turner Thiselton-Dyer (Royaume-Uni)

## U-Z
- Tatsuo Utagawa  Japon
- Louis Jean Pierre Vieillot  France
- Jacques Vielliard (France, Brésil)
- Keith Vinicombe  Royaume-Uni
- Karel Voous  Pays-Bas
- Charles Wallace Richmond  États-Unis
- Andy Webb  Royaume-Uni
- Hugh Whistler  Inde
- Gilbert White  Royaume-Uni
- Francis Willughby  Royaume-Uni
- Alexander Wilson  États-Unis
- Harry Witherby  Royaume-Uni
- William Yarrell  Royaume-Uni